# Wilhelm Martin Leberecht de Wette
Wilhelm Martin Leberecht de Wette (Nohra, 12 gennaio 1780 – Basilea, 16 giugno 1849) è stato un teologo e biblista tedesco.
Il suo volume Lehrbuch der historisch-kritischen Einleitung in die kanonischen und apokryphischen Bücher des Alten Testaments (Reimer, Berlino, 1817) contribuì agli esordi del metodo storico-critico.
Nella dissertazione di dottorato difesa nel 1805, de Wette propose che il "libro della legge" scoperto nel tempio dal sacerdote Chelkia, come descritto in 2 Re 22, fosse il Libro del Deuteronomio. Secondo Julius Wellhausen, questa tesi rappresentò "l'apertura epocale della critica storica del Pentateuco" e aprì la strada all'ipotesi supplementare.

## Biografia
Wilhelm Martin Leberecht de Wette nacque il 12 gennaio 1780 a Ulla (nell'odierno comune di Nohra, in Turingia), dove suo padre era pastore di anime. Frequentò il ginnasio della vicina Weimar nel quale studiava anche Johann Gottfried von Herder, che influenzò notevolmente la sua crescita. Nel 1799 si immatricolò alla facoltà teologica dell'Università di Jena dove ebbe come principali maestri Johann Jakob Griesbach e Heinrich Paulus. Quando presentò la sua tesi nel settembre 1804, era in regolare contatto a Jena con Jakob Friedrich Fries e Karl David Ilgen, che forse lo introdussero a Johann Severin Vater, uno studioso di cui ammirava l'opera e di cui, in taluni casi, pervenne ai medesimi risultati seguendo un percorso indipendente. Conseguito il dottorato, divenne docente privato a Jena.
Nel 1807 de Wette divenne professore di teologia a Heidelberg, dove contribuì all'assunzione di Fries e di Paulus. Nel 1810 fu trasferito a una cattedra simile presso la neonata Università Humboldt di Berlino presso la quale strinse amicizia con Friedrich Schleiermacher. Nel 1819 fu licenziato per aver inviato una lettera consolatoria alla madre di Karl Ludwig Sand, l'assassino di August Friedrich Ferdinand von Kotzebue. Una petizione di firme a suo favore fu presentata al Senato accademico, ma questa non riuscì né a restituirgli la cattedra né a evitargli l'esilio dal Regno di Prussia.
De Wette si ritirò a Weimar, dove si dedicò al'edizione critica dele opere di Martin Lutero e al romanzo Theodor oder die Weihe des Zweiflers (dato alle stampe nel 1822) nel quale descrive l'educazione di un pastore evangelico. Divenne un predicatore affermato e richiesto. Nel 1822 accettò la cattedra di teologia all'Università di Basilea, che era stata riorganizzata quattro anni prima. Sebbene la sua nomina fosse stata fortemente osteggiata dal partito ortodosso, De Wette si guadagnò presto una grande influenza sia nell'università che tra la gente comune. Ottenne la cittadinanza e divenne rettore dell'Università, che a lui dovette gran parte del suo ritrovato vigore, soprattutto nella facoltà teologica.
De Wette si sposò tre volte, la prima con Eberhardine Boye, poi Henriette, nata Frisch, vedova Beck, madre di Charles Beck, e la terza volta, nel 1833, con Sophie, nata Streckeisen, vedova del pastore bernese Abraham Rudolf von May.

## Attività
Nella dissertazione di dottorato difesa nel 1805, de Wette propose che il "libro della legge" scoperto nel tempio dal sacerdote Chelkia, come descritto in 2 Re 22, fosse il Libro del Deuteronomio. Secondo Julius Wellhausen, questa tesi rappresentò "l'apertura epocale della critica storica del Pentateuco" e aprì la strada all'ipotesi supplementare. Fu anche un pregevole poeta che scrisse Die Entsagung (Berlino, 1823), un dramma in tre atti.
Otto Pfleiderer ha detto di lui:
(Otto Pfleiderer, Development of Theology)
Le sue opere sono caratterizzate da abilità esegetica, un'insolita capacità di sintesi e una uniforme equità. Di conseguenza, possiedono un valore che rimane intatto davanti ai progressi della critica.

## Opere
I suoi testi più importanti sono:

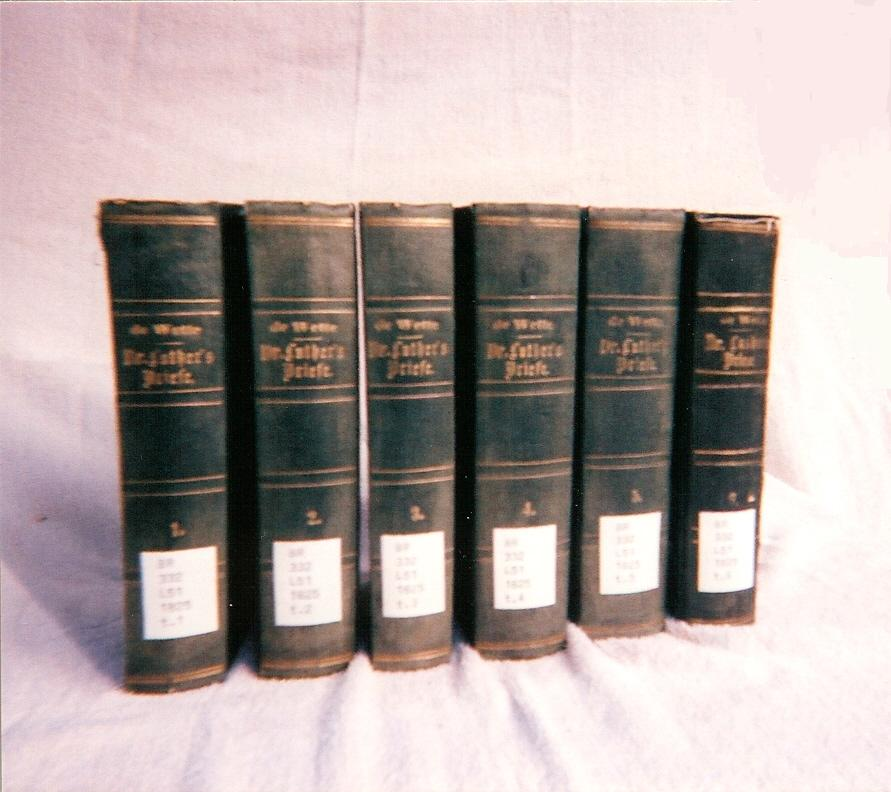
I 6 volumi del Briefe, Sendschreiben, und Bedenken di Lutero ("Lettere, lettere aperte e considerazioni"), a cura di De Wette-Seidemann

- Beiträge zur Einleitung in das Alte Testament (Contributions to the Introduction of the Old Testament. 2 vols, 1806–1807).
- Kommentar über die Psalmen (Commentary on the Psalms. 1811), che ebbe numerose edizioni.
- Lehrbuch der hebräisch-jüdischen Archäologie (Textbook of Hebrew-Jewish Archaeology. 1814).
- Über Religion und Theologie (On Religion and Theology. 1815); a work showing its author's general theological positions.
- Lehrbuch der christlichen Dogmatik (Textbook of Christian Dogmatics. 1813-1816).
- Lehrbuch der historisch-kritischen Einleitung in die Bibel (Textbook of the Historical-Critical Introduction to the Bible. 1817).
- Christliche Sittenlehre (Christian Moral Teaching. 1819–1821).
- Einleitung in das Neue Testament (Introduction to the New Testament. 1826).
- Religion, ihr Wesen, ihre Erscheinungsform, und ihr Einfluss auf das Leben (Religion, its nature, its appearance, and its influence on life. 1827).
- Das Wesen des christlichen Glaubens (The Essence of the Christian Faith. 1846).
- Kurzgefasstes exegetisches Handbuch zum Neuen Testament (Concise ExegeticalHandbook on the New Testament. 1836–1848).

De Wete curò anche l'edizione critica delle opere di Lutero, pubblicata in 5 volumi dal 1825 al 1828.